# Nikolaus Hans Hockl
Nikolaus Hans Hockl  (* 23. November 1908 in Csatád, Komitat Temes, Königreich Ungarn, Österreich-Ungarn; † 5. November 1946 in Mykolajiw (Nikolajew), Ukrainische SSR, Sowjetunion) war ein rumänischer Pädagoge und während des Zweiten Weltkriegs als Leiter des Schulamtes der Deutschen Volksgruppe in Rumänien für das deutschsprachige Schulwesen im Königreich Rumänien zuständig.

## Leben
Hockl, ein Angehöriger der Volksgruppe der Banater Schwaben, war der Sohn des Kaufmanns Johann Hockl und dessen Ehefrau Susanna, geborene Hensel. Sein Bruder war der Mundartautor Hans Wolfram Hockl.
Nikolaus Hans Hockl besuchte von 1921 bis 1928 das Deutsche Realgymnasium in Timișoara (deutsch Temeswar). Er war Angehöriger der Nationalen Erneuerungsbewegung der Deutschen in Rumänien (NEDR) und Begründer des Banater Wandervogels. In den Jahren 1926 bis 1928 gab er der deutschen Jugendbewegung im Banat geistige und organisatorische Form. Danach studierte Hockl von 1928 bis 1933 Philosophie, Geschichte und Altphilologie in Wien, Marburg und Bukarest. In Bukarest erhielt er die Lehrbefähigung für den Unterricht an höheren Schulen.
Von 1933 bis 1934 lehrte er die Deutsche Sprache am Griechischen Gymnasium in Bukarest. 1935 wurde Hockl zum Beauftragten für Arbeitsdienst und Jugendfragen in der Deutschen Volksgemeinschaft in Rumänien unter Fritz Fabritius bestellt. 1937 kandidierte er im Wahlkreis Groß-Kokel für das rumänische Parlament. Von 1940 bis 1941 war er Leiter des Schulamtes der Deutschen Volksgruppe in Rumänien. Im Sommer 1941 kam es zwischen Hockl und dem Volksgruppenführer Andreas Schmidt zum offenen Bruch, in dessen Folge er als Leiter des Schulamtes von Kaspar Hügel abgelöst wurde. 1942 wurde er bis 1943 zum Direktor der Oberschule für Knaben und Mädchen in Reșița (deutsch Reschitza) berufen. Er folgte seiner 1945 zur Zwangsarbeit in die UdSSR verschleppten Ehefrau freiwillig in ein Gefangenenlager bei Nikolajew, wo er einem Herzanfall erlag.

## Veröffentlichungen
- Jugend im Aufbruch, Bundesbuch der Jungschwaben 1925–1930, Bläschke, St. Michael
- Traunau. Die Geschichte eines Schwabendorfes, Hatzfeld, 1930
- Alexanderhausen, 1833 bis 1933, im Rahmen einer allgemeinen Geschichte der Banater Schwaben, Arad 1933
- Unser Volk und seine Ahnen : Geschichtlicher Leitfaden, Lothar Fabritius, mit einer Schulungsanweisung von Nikolaus Hans Hockl, Landesjugendamt der Volksgemeinschaft der Deutschen in Rumänien, Hermannstadt, 1937, 40 S.
- Dienst an der Gemeinschaft, Landesjugendführung der Deutschen in Rumänien, Hermannstadt, 1939
- Auf dem Weg zur Nation. 1934; Das deutsche Banat. Seine geschichtlich-politische Entwicklung und Aufgabe. Timișoara, 1940
- Deutsche Jugenderziehung in Rumänien, Hermannstadt (Sibiu), 1940
- Das deutsche Banat: Seine geschichtlich-politische Entwicklung und Aufgabe, Timișoara, 1940, 72 S.